# Os Pilantras da Noite
Os Pilantras da Noite é um filme brasileiro de 1975, com direção de Tony Vieira.

## Elenco
- Tony Vieira
- Claudete Joubert
- Cristina Amaral
- Rajá de Aragão
- Arlete Moreira
- Aldine Müller
- Helena Ramos
- Sílvia Regina
- Tony Tornado